# El Maiten Airport
El Maiten Airport är en flygplats i Argentina.   Den ligger i provinsen Chubut, i den sydvästra delen av landet, 1 400 km sydväst om huvudstaden Buenos Aires. El Maiten Airport ligger 712 meter över havet.
Terrängen runt El Maiten Airport är varierad. Trakten runt El Maiten Airport är nära nog obefolkad, med mindre än två invånare per kvadratkilometer.. Närmaste större samhälle är El Maitén, 2,3 km söder om El Maiten Airport.
Omgivningarna runt El Maiten Airport är i huvudsak ett öppet busklandskap.